# Thyretarctia haematica
Thyretarctia haematica är en fjärilsart som beskrevs av Holland. Thyretarctia haematica ingår i släktet Thyretarctia och familjen björnspinnare. Inga underarter finns listade i Catalogue of Life.